# Parachromis
Genre
Parachromis est un genre de poissons perciformes appartenant à la famille des Cichlidae.

## Liste des espèces
Selon FishBase (1 Fev. 2016) :
- Parachromis dovii (Günther, 1864)
- Parachromis friedrichsthalii (Heckel, 1840)
- Parachromis loisellei (Bussing, 1989)
- Parachromis managuensis (Günther, 1867)
- Parachromis motaguensis (Günther, 1867)